# Бойко Рабаджийски
Бойко Миланов Рабаджийски е български офицер, генерал-майор.

## Биография
Роден е на 3 юни 1953 г. в пазарджишкото село Величково. През 1976 г. завършва Висшето народно военно училище във Велико Търново с танков профил. Започва военната си кариера като заместник-командир на танкова рота. Бил е началник на танково-ремонта рота. От 1981 до 1983 г. учи във Военната академия в София. Между 1983 и 1985 г. е заместник-командир на танково-ремонтен батальон. След това до 1988 г. е заместник-началник на полк. От 1991 до 1992 г. е заместник-началник на дирекция в Генералния щаб. Между 1996 и 1998 г. е заместник-началник на армейски корпус. От 1998 до 2000 г. е заместник-началник на силите за бързо реагиране. На 3 май 2000 г. е назначен за началник на управление „Материално-техническо осигуряване“ в Главния щаб на Сухопътните войски. От 2002 до 2006 г. е началник на секция в Генералния щаб на Сухопътните войски.
На 25 април 2006 г. е назначен за началник на управление „Логистика“ в Генералния щаб на Българската армия, считано от 1 юни 2006 г. и удостоен с висше офицерско звание бригаден генерал. На 21 април 2008 г. вследствие на реорганизирането на управлението в дирекция е освободен от длъжността началник и назначен за директор, считано от 1 юни 2008 г. На 1 юли 2009 г. е освободен от длъжността директор на дирекция „Логистика“ – ГЩ, назначен за началник на щаба по осигуряването и поддръжката и удостоен с висше офицерско звание генерал-майор. На 28 април 2011 г. генерал-майор Бойко Рабаджийски е освободен от длъжността началник на Щаба по осигуряването и поддръжката и от военна служба, считано от 3 юни 2011 г.

## Военни звания
- Лейтенант (1976)
- Старши лейтенант (1978)
- Капитан (1983)
- Майор (1988)
- Подполковник (1993)
- Полковник (1996)
- Бригаден генерал (25 април 2006)
- Генерал-майор (1 юли 2009)